# Au-delà du fleuve et sous les arbres
Au-delà du fleuve et sous les arbres (en anglais Across the River and into the Trees) est un roman d’Ernest Hemingway publié en 1950 dont le titre s'inspire des dernières paroles du Général Thomas Jonathan Jackson.

## Résumé
Juste après la Seconde Guerre mondiale, le colonel Richard Cantwell, officier de l’armée américaine en retraite, se retrouve cantonné en plein hiver à Trieste avec son chauffeur Jackson. Le cœur délabré, grièvement blessé — notamment à une main — dépressif et se sachant près de la mort, il décide de se rendre à Venise pour y rejoindre, l’espace d’une ultime journée de vie, Renata, une jeune contessa de dix-neuf ans dont il est amoureux. En la revoyant, il décide de retrouver le goût de la vie, dans son éclat comme dans son amertume. Entre l’hôtel Gritti, le Cipriani et le Harry's Bar, sur le Grand Canal ou sur les Zattere, dans une Venise hivernale au ciel de plomb et sous le regard d'un mystérieux Gran Maestro, tous deux vont repousser l’inéluctable et jouer aux jeux de la guerre et de l’amour dans le puzzle d’une ville-labyrinthe. Cantwell, tout entier plongé dans les années perdues, ne peut s’empêcher de raconter ses combats (en égratignant vivement l'armée française), de ressasser ce passé qui ne passe plus et s’accroche à Renata — ou à son image, un portrait — incarnation du futur, de l’insouciance et d’un certain danger. En étant physiquement incapable il ne possédera jamais charnellement Renata, sauf, peut-être, pendant quelques minutes, dans le coffre sans lumières d’une gondole fermée où sa « mauvaise main » explore le corps de la jeune fille. 

« Et pourquoi ne puis-je l'avoir toute à moi et l'aimer, et la chérir et n'être jamais grossier ni mauvais (…) Il faut croire qu'on a les cartes que l'on tire. Ça ne te dirai rien qu'il y ait maldonne et qu'on recommence, eh le donneur? (…) Il sortit donc du lit, en aidant sa jambe blessée, qui lui faisait toujours mal. Il éteignit la lampe de chevet de sa mauvaise main. Il faisait assez clair, et cela faisait près d'une heure qu'il gaspillait de l'électricité.
Il le regretta comme il regrettait toutes ses erreurs. Il passa devant le portrait, n'y jetant qu'un coup d'œil, et se regarda dans la glace. Il avait enlevé les deux-pièces de son pyjama et il s’examina d’un œil critique et impartial
- Bougre de vieille ruine, dit-il au miroir.
Portrait était du passé. La glace c’était l’actualité, le fait du jour. »

Emporté dans la valse de la mémoire et des sentiments, Cantwell se brûle alors entier au contact de ce qu’il n’aura jamais.

« Ils passèrent dans la gondole, et ce fut de nouveau le même enchantement : la coque légère et le balancement soudain quand on monte, et l'équilibre des corps dans l'intimité noire une première fois, puis une seconde, quand le gondoliere se mit à godiller, en faisant se coucher la gondole un peu sur le côté, pour mieux la tenir en mains.
 - Voilà, dit la jeune fille. Nous sommes chez nous maintenant et je t'aime. Embrasse-moi et mets-y tout ton amour.
 Le colonel la tint serrée et la tête rejetée en arrière, il l'embrassa jusqu'à ce que le baiser n'eût plus qu'un goût de désespoir.
 - Je t'aime.
 - Quoi que cela veuille dire, l'interrompit-elle.
 - Je t'aime et je sais tout ce que cela veut dire. Le portrait est adorable. Mais il n'y a pas un mot pour ce que tu es.
 - Folle, dit-elle. Ou sans soins ou négligée.
 - Non.
 - Le dernier mot, c'est un des premiers que j'aie appris de ma gouvernante. Cela veut dire qu'on ne se peigne pas assez. Négligente, c'est quand on ne donne pas cent coups de brosse avant de se coucher.
 - Attends que je te passe la main dans les cheveux et que je t'ébouriffe un peu.
 - Ta main blessée ?
 - Oui.
(...) Le colonel écouta le clapotis des vagues et il sentit la morsure du vent et la rude familiarité de la couverture, et puis il sentit la jeune fille fraîche et tiède à la fois et adorable, et les seins dressés sur lesquels sa main gauche se posa doucement. Puis il passa son autre main, la mauvaise, dans la masse lourde des cheveux, une, deux et trois fois, et il l'embrassa, et c'était pire que du désespoir.
 - Je t'en prie, dit-elle, presque cachée sous la couverture. Laisse-moi t'embrasser à mon tour.
 - Non, dit-il. C'est encore à moi.
 Le vent était très froid et leur cinglait le visage, mais, sous la couverture, il n'y avait plus ni vent ni rien, rien que cette main délabrée qui cherchait l'île dans la grande rivière aux berges hautes et escarpées.
 - Oui, dit-elle, comme ça c'est bien.
 Il l'embrassa alors, et il chercha l'île, la trouvant, la perdant, et la retrouvant enfin pour de bon. Pour le bon et pour le mal, pensa-t-il, et pour le bon et pour tout… »

Après avoir quitté Renata et Venise, Cantwell retrouve Jackson et tous deux repartent pour Trieste. Très affaibli, l’officier cite à son chauffeur les dernières paroles du général Thomas Jonathan Jackson : « Non, non, traversons le fleuve et reposons-nous à l’ombre des arbres… » puis s’écroule alors à l’arrière de la voiture, emporté par une crise cardiaque.

## Réception
Dans les années 45-50, Hemingway eut du mal à se remettre à la fiction, tant il était hanté par ce qu’il avait vu en tant que correspondant de guerre. De retour dans sa demeure à Cuba, il commença un livre (Le Jardin d'Éden) qui sera publié après sa mort (1986) ; puis s’en détacha pour écrire Îles à la dérive, qui sera également une publication posthume (1970). Lors d’un bref séjour à Venise en 1949, il commença la rédaction de Au-delà du fleuve et sous les arbres, submergé par les souvenirs de la Première Guerre mondiale, où il s’était battu près de cette ville.
Lors d’une interview avec la journaliste Lillian Ross, Hemingway lui-même résuma sa première version : « Le livre démarre lentement ; ensuite la tension augmente jusqu’à ce que nous ne puissions plus la supporter. J’apporte de l’émotion à un niveau insoutenable, donc nous devrons niveler l’exaltation afin de ne pas être obligés de fournir des tentes à oxygène aux lecteurs. Le livre ressemble à un moteur. La détente doit être progressive. ». Peu de temps auparavant, Hemingway avait signé un contrat avec le magazine Life qui lui assurait la couverture de son prochain livre. 
Malheureusement, Au-delà du fleuve et sous les arbres ne marche pas. La critique américaine l’assassine quasi unanimement : Pour Morton Zabel, du journal The Nation, il s’agit de « l’œuvre la plus pauvre jamais produite par l’auteur — pauvre de par sa faiblesse d’invention, de par sa langue morne et de par la désolante « autoparodie » de style et de thème. ». Alfred Kazin, quant à lui, exprime pour The New Yorker « toute sa pitié et son embarras envers un grand écrivain qui vient de produire, tardivement, un livre aussi stérile. ». Northrop Frye qui fait, pour le Hudson Review (en) une comparaison avec le roman de Thomas Mann : Mort à Venise, précise qu’Hemingway en sort perdant par « l’amateurisme de son approche. ». Pour couronner le tout, l’écrivain Elwyn Brooks White, plus connu sous le nom de E.B. White achève de torpiller l’œuvre en publiant dans le New Yorker une terrible parodie : Across the Street and into the Grill, littéralement Au resto-gril d'en face où l’on voit un assistant comptable, amoureux d’une réceptionniste de sa compagnie, emmener la jeune fille déjeuner chez Schrafft's (en). Très malade, l’homme pense que ce sera peut-être son dernier repas. Ils s’installent alors sous une couverture et boivent des Alexander. Devant le désastre, Life lâche Hemingway pour James A. Michener, auteur de Colorado saga et Chesapeake. 
On considère aujourd'hui qu'Au-delà du fleuve et sous les arbres est meilleur que ce qu'en ont dit les critiques de l'époque.

## Autour du roman
- Dédié À Marie, avec amour (à savoir : Mary Welsh Hemingway, qu’il a épousée en 1946), Au-delà du fleuve et sous les arbres s’ouvre sur un « avertissement » :

« En raison de la tendance récente à vouloir identifier les personnages fictifs avec les personnages réels, écrit Hemingway, je tiens à préciser que dans ce volume ne figure aucune personne réelle : tant les personnages que leurs noms sont purement imaginaires. Les noms ou les désignations d’unité militaires sont également fictifs. Dans ce livre ne sont présentées aucune personne vivante ni aucune unité militaire existante. »
- On sait que la meilleure défense est l’attaque. Et Hemingway, qui vint avec sa femme à Venise pendant l'automne 1949 et s’installa à la Locanda Cipriani, sur l’île de Torcello[11] où il commença d'écrire ce roman, s'efforce ainsi de faire oublier qu'il fit, au nord de l'Italie durant l'hiver 1948, la connaissance d'une jeune fille de la noblesse vénitienne âgée de dix-neuf ans, Adriana Ivancic[12], avec laquelle il entretint une romance platonique et qui lui inspira le personnage de Renata[13].

- Adriana lui fut présentée par son ami le Baron Raimundo Nanuk Franchetti qui lui offrit l'hospitalité dans une petite ville de la lagune, Caorle, où l’écrivain s’exilait lorsqu’il souhaitait chasser et pêcher en solitaire. Même si, selon Aaron Edward Hotchner, Hemingway songea à divorcer de Mary Welsh (un quatrième divorce)[14], il n’en eut pas le courage, mais Adriana Ivancic fut loin d’être une simple passade[15]. C’est Adriana elle-même qui illustra la couverture de Au-delà du fleuve et sous les arbres, d’abord publié en plusieurs parties dans le magazine Cosmopolitan[16]. Elle accompagna Hemingway durant plusieurs années, fit la connaissance de sa femme Mary, et joua sans doute un rôle majeur dans l’élaboration du chef-d’œuvre de l’écrivain Le vieil homme et la mer[17]. En 1983 Adriana Ivancic, devenue Comtesse von Rex, mit fin à ses jours[18].

- De même, si Richard Cantwell est un reflet de l’auteur lui-même, il doit beaucoup au Major Général Charles « Buck » Langham. Celui-ci fut un ami personnel d’Hemingway, qui le décrivait comme « le plus élégant et courageux commandant militaire que j’aie jamais connu. ». Ils s’étaient rencontrés lors des batailles de Normandie, et, selon Jacob E. Stein, Hemingway aurait rêvé être Lanham — ce qu’il parvint à faire en créant l’officier Cantwell[19].

- Le premier manuscrit de Au-delà du fleuve et sous les arbres fut envoyé par Hemingway à Marlene Dietrich qu’il connaissait depuis 1943. Il lui écrit en septembre 1949 : « Je finis un truc qui devrait vous parvenir dans environ trois semaines. Je pense que vous l’aimerez beaucoup. Vous n’êtes pas dans cela et personne d’autre n’y est parce que tout est fiction »[20].

- Pour retrouver la Venise d’Hemingway, demandez la Papa's table au Harry's Bar, séjournez à la Locanda Cipriani sur l’île de Torcello ou à l’hôtel Gritti et commandez le vin vénitien d’Amarone.

- En 1978, dans son film In girum imus nocte et consumimur igni, Guy Debord reprend les dernières paroles du général Thomas Jonathan Jackson citées dans le livre d'Hemingway : « Non, nous allons passer la rivière, et nous reposer à l'ombre de ces arbres. »

- En 1984, cette œuvre d'Hemingway est défendue par Philippe Sollers dans Portrait du joueur et en 2010, elle inspire le roman Venise est une fête d'Alberto Garlini.